# Matthias Nagel (Domherr)
Matthias Nagel (* im 16. Jahrhundert; † 1589) war evangelischer Domherr in Münster.

## Leben
Matthias Nagel entstammte dem westfälischen Adelsgeschlecht Nagel, welches seinen Ursprung in der Grafschaft Ravensberg hatte und sich im 16. Jahrhundert bis ins Rheinland und in die Niederlande verbreitete. Er war der Sohn des Ludeke Nagel zu Ittlingen und dessen Gemahlin Christina Elisabeth von Loe und wurde nach dem 14. August 1569 auf Präsentation des Johann Nagel präbendiert und drei Jahre später emanzipiert. 1577 trat er der Juniorenpartei im Domkapitel, deren Mitbegründer Bernhard von Westerholt war und dem evangelischen Glauben nahe stand, bei. Beim Kapitelstag am 12. November 1575 waren zehn Kapitulare evangelisch; sechzehn gehörten dem katholischen Glauben an.
Matthias starb im Jahre 1589. Sein Onkel Jobst war in den Jahren 1569 bis 1572 Domherr in Münster.